# Harrison Wood
Pour les articles homonymes, voir Wood.
Harrison Wood, né le 16 juin 2000 à Torquay (Angleterre), est un coureur cycliste britannique.

## Biographie

### Carrière amateur
Venu du football, Harrison Wood commence à se consacrer au cyclisme vers l'âge de treize ans. Il participe à ses premières courses sous les couleurs du Mid Devon Cycling Club,.
Chez les juniors, il court principalement au sein de l'équipe londonienne HMT, avec laquelle il bénéficie d'un programme de courses international. En 2018, il termine meilleur grimpeur du Tour du Pays de Galles juniors et sixième de la Bizkaiko Itzulia, derrière cinq futurs coureurs professionnels. Il rejoint ensuite l'AVC Aix-en-Provence en 2019, club français de division nationale 1. Pour ses débuts espoirs (moins de 23 ans), il prend notamment la deuxième place du Tour de Castellón en Espagne.
En 2020, il rejoint l'équipe continentale SEG Racing Academy, qui a pour objectif d'aider de jeunes coureurs à passer professionnel. Après un premier semestre perturbé par la pandémie de Covid-19, il se blesse à l'entraînement au mois de juillet en percutant une voiture. Il ne revient à la compétition qu'à partir du mois d'aout, sans parvenir à réaliser des performances notables. L'année suivante, il bénéficie d'un calendrier plus complet. Il se classe huitième du Grand Prix International de Rhodes et dix-neuvième du Tour d'Italie espoirs. 
En 2022, son équipe SEG Racing Academy disparaît. Harison Wood décide alors de faire son retour à l'AVC Aix-en-Provence. Bon grimpeur, il remporte une étape du Tour de Saône-et-Loire (septième du classement général) et du Tour de la Bidassoa (sixième du général). Il termine également deuxième du Grand Prix de Saint-Étienne Loire et du Tour de Navarre, ou encore troisième de la Ronde du Pays basque. Son mois de juin est cependant marqué par une lourde chute sur la Course de la Paix espoirs, manche de la Coupe des Nations U23. Victime d'une commotion cérébrale, il souffre également de fractures à une clavicule et à un muscle de l'orbite qui l'écartent des compétitions pendant plusieurs semaines

### Carrière professionnelle
Il passe finalement professionnel à partir de 2023 au sein de la formation World Tour Cofidis, après y avoir été stagiaire. Il lance sa carrière en Australie, aligné sur le Tour Down Under où son coéquipier Bryan Coquard remporte une étape. Envoyé ensuite sur le Tour d'Oman, il voit de nouveau un de ses coéquipiers s'imposer, Jesus Herrada, sur la deuxième étape. Malgré son statut de néo-professionnel, son calendrier comporte de nombreuses épreuves WorldTour tout au long de la saison, il découvre ainsi les Strade Bianche (47e), Milan-San Remo (85e), le Tour du Pays Basque (abandon lors de la 3e étape), le Critérium du Dauphiné (77e au général), le Tour de Pologne (107e au général), les Grands Prix de Québec (97e) et Montréal (abandon) avant de conclure sa saison sur le Tour de Lombardie (abandon).
Sa deuxième saison chez Cofidis commence cette fois sur les routes françaises, sur le Grand Prix La Marseillaise (57e) puis l’Étoile de Bessèges (85e). Au niveau World Tour, il est aligné sur Milan-San Remo (127e), le Tour de Catalogne et le Tour du Pays basque avant de participer à son premier Grand Tour, le Tour d'Italie qu’il termine à la (66e) place.
Il quitte la formation française à la fin de la saison 2024 et s’engage avec l'équipe continentale portugaise Sabgal-Anicolor.

## Palmarès
- 2019
  - 2e du Tour de Castellón
  - 3e de la Ronde de Montauroux
- 2022
  - 4e étape du Tour de Saône-et-Loire
  - 2e étape du Tour de la Bidassoa
  - 2e du Grand Prix de Saint-Étienne Loire
  - 2e du Tour de Navarre
  - 3e de la Ronde du Pays basque
- 2025
  - 2e du Grande Prémio Douro Internacional
  - 3e de la Classica da Arrábida

## Résultats sur les grands tours

### Tour d'Italie
1 participation
- 2024 : 66e

## Classements mondiaux
| Année                                 | 2019  | 2020 | 2021  | 2022 | 2023  | 2024  |
| ------------------------------------- | ----- | ---- | ----- | ---- | ----- | ----- |
| Classement mondial                    | 3079e | nc   | 2339e | nc   | 1720e | 1321e |
| UCI Europe Tour                       | 1894e | nc   | 1561e | nc   | nc    | nc    |
|                                       |       |      |       |      |       |       |
| Légende : nc = non classéSource : UCI |       |      |       |      |       |       |